# Taguanate
Taguanate, neidentificirana provincija i ' grad ' kod kojeg je Moscoso u proljeće 1543. nakon De Sotove smrti (španjolski konkvistador), izgradio svoje brodove i ukrcao se na Mississippiju.
Prema Lewisu (Spanish Explorers, p. 253) Taguanate se nalazila na White Riveru, a grad možda na Indian Bayu na južnom dijelu okruga Monroe u Arkansasu.
U jednom izvoru iz [1557]. spominje se i kao Tagoanate. 